# Albatros reial meridional
L'albatros reial meridional (Diomedea epomophora) és un gran ocell marí de la família dels diomedeids (Diomedeidae). Antany s'incloïa l'Albatros reial septentrional com una subespècie de l'Albatros reial, però estudis genètics de principis del segle xxi han conduït al reconeixement d'ambdós taxons com espècies de ple dret: Diomedea epomophora (sensu stricto) i Diomedea sanfordi. Aquesta divisió és gairebé universalment acceptada, i consta en la classificació de BirdLife International i de l'IOC (versió 2.8, 2011).
És un ocell d'hàbits pelàgics que cria majoritàriament a les Illes Campbell i altres de la zona de Nova Zelanda. Pel mar es dispersa a tot l'ample dels oceans meridionals, entre 30º - 55° sud.